# Liste der Biografien/Nep
Liste der Biografien |
Portal Biografien |
Personensuche
# |
A |
B |
C |
D |
E |
F |
G |
H |
I |
J |
K |
L |
M |
N |
O |
P |
Q |
R |
S |
T |
U |
V |
W |
X |
Y |
Z |
?
 
Na |
Nb |
Nc |
Nd |
Ne |
Nf |
Ng |
Nh |
Ni |
Nj |
Nk |
Nl |
Nm |
Nn |
No |
Nr |
Ns |
Nt |
Nu |
Nv |
Nw |
Nx |
Ny |
Nz
 
Nea |
Neb |
Nec |
Ned |
Nee |
Nef |
Neg |
Neh |
Nei |
Nej |
Nek |
Nel |
Nem |
Nen |
Neo |
Nep |
Ner |
Nes |
Net |
Neu |
Nev |
New |
Nex |
Ney |
Nez
Die Liste der Biografien führt alle Personen auf, die in der deutschsprachigen Wikipedia einen Artikel haben. Dieses ist eine Teilliste mit 48 Einträgen von Personen, deren Namen mit den Buchstaben „Nep“ beginnt.

## Nep

### Nepa
- Nepal, Madhav Kumar (* 1953), nepalesischer Politiker (CPN-UML); Premierminister (2009–2010)
- Nepalleck, Richard (1864–1940), österreichischer Psychiater

### Nepe
- Nepean, Evan (1751–1822), britischer Kolonialbeamter und Politiker, Mitglied des House of Commons
- Nepein, Andrei Jurjewitsch (* 1962), sowjetischer Biathlet
- Nepela, Ondrej (1951–1989), tschechoslowakischer Eiskunstläufer und EiskunstlauftrainerOndrej Nepela (1951–1989)

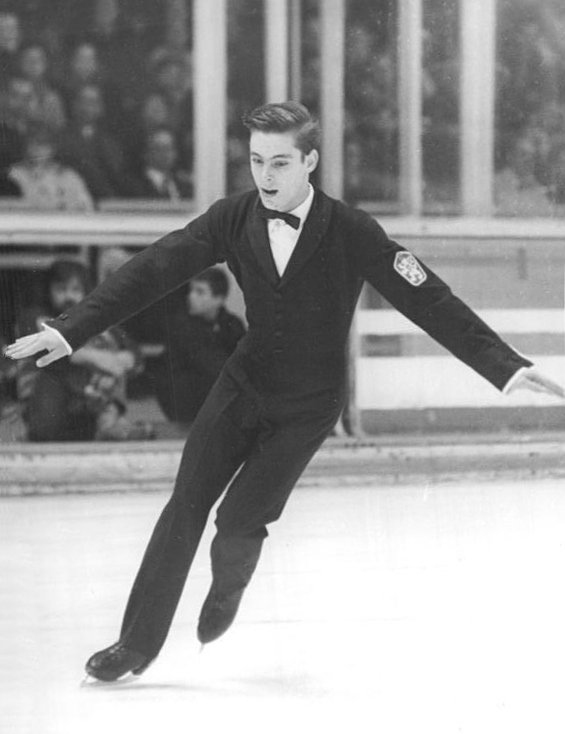
Ondrej Nepela (1951–1989)

### Neph
- Nepherites I. († 393 v. Chr.), 1. Pharao der 29. Dynastie
- Nepherites II. († 379 v. Chr.), ägyptischer Pharao (König) der 29. Dynastie
- Nephon II. († 1508), Patriarch von Konstantinopel, griechisch-orthodoxer Heiliger
- Nephon Kausokalybites († 1411), griechisch-orthodoxer Mönch und Asket

### Nepi
- Nepia, George (1905–1986), neuseeländischer Rugby-Union-Spieler
- Nepil, František (1929–1995), tschechischer Schriftsteller
- Nepita, Sean, US-amerikanischer Schauspieler

### Nepl
- Neplach, Jan (1322–1371), Klosterabt, Berater Karls IV., böhmischer Chronist des Mittelalters
- Nepli, Elina Wiktorowna (* 1997), russische Tennisspielerin
- Nepljujew, Iwan Iwanowitsch (1693–1773), russischer Diplomat

### Nepo
- Nepo, Ernst (1895–1971), österreichischer Maler der Neuen Sachlichkeit
- Nepomniaschy, Alex (* 1955), US-amerikanischer Kameramann
- Nepomnjaschtschi, Jan Alexandrowitsch (* 1990), russischer SchachgroßmeisterJan Alexandrowitsch Nepomnjaschtschi (* 1990)

Jan Alexandrowitsch Nepomnjaschtschi (* 1990)

- Nepomnjaschtschi, Michail Israiljewitsch (* 1949), russischer Schachspieler
- Nepomnjaschtschi, Waleri Kusmitsch (* 1943), russischer Fußballspieler und -trainer
- Nepomnjatschschi, Jewgeni (* 1987), kasachischer Straßenradrennfahrer
- Nepomuceno, Alberto (1864–1920), brasilianischer Komponist
- Nepomuceno, David (1900–1939), philippinischer Leichtathlet
- Nepomuceno, José Maria (1836–1895), portugiesischer Architekt
- Nepomuceno, Renan Peixoto (* 2000), brasilianischer Fußballspieler
- Nepomucký, Karel (* 1939), tschechoslowakischer Fußballspieler
- Nepop, Ljubow (* 1971), ukrainische Diplomatin und Botschafterin
- Neporent, Bertold Samuilowitsch (1911–1997), russischer Physiker
- Nepos, Cornelius, römischer Historiker und Biograph
- Nepote-Fus, José (1893–1966), italienischer Ordensgeistlicher, Prälat von Rio Branco bzw. Roraima
- Nepotianus († 350), römischer Usurpator des Jahres 350
- Nepotianus, weströmischer Heermeister

### Nepp
- Nepp, Dominik (* 1982), österreichischer Politiker (FPÖ)Dominik Nepp (* 1982)

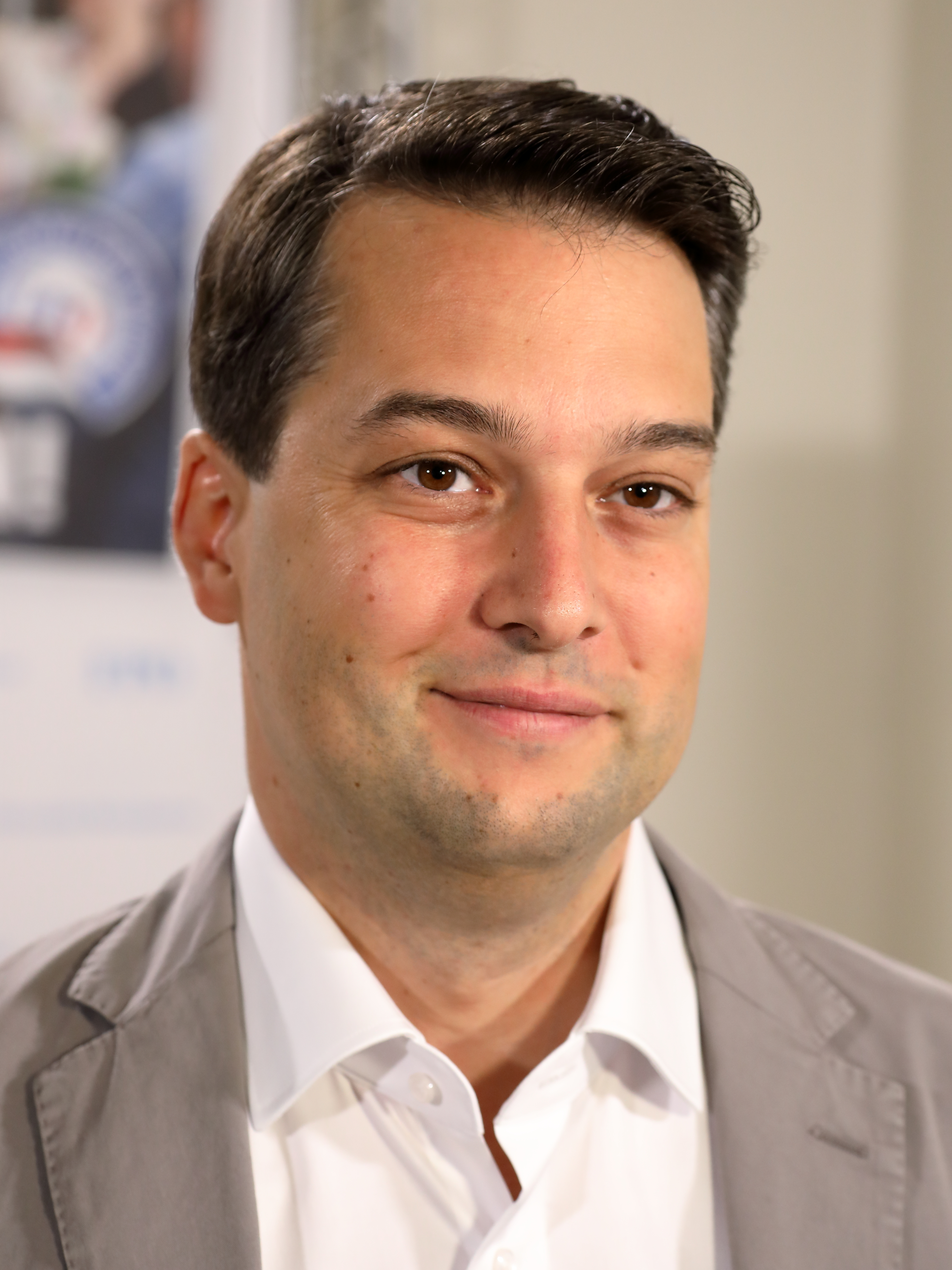
Dominik Nepp (* 1982)

- Nepp, Manfred (1941–2023), deutscher Radrennfahrer
- Nepp, Uwe (* 1966), deutscher Radrennfahrer
- Neppach, Nelly (1891–1933), deutsche Tennisspielerin
- Neppach, Robert (1890–1939), österreichischstämmiger und in Deutschland aktiver Filmarchitekt, Kostümbildner und Filmproduzent
- Neppe, Frank (* 1966), deutscher Politiker (AfD)
- Neppe, Marco (* 1986), deutscher Fußballspieler
- Nepperschmidt, Rolf (1935–2015), deutscher Fußballspieler (DDR)
- Neppert, George Adam, deutscher Orgelbauer in Insterburg in Preußen

### Nepr
- Nepram, Binalakshmi (* 1974), indische Autorin, Menschen-, Frauenrechts- und Friedensaktivistin
- Nepraunik, Axel (* 1945), österreichischer Sprinter
- Neprjajew, Iwan Nikolajewitsch (* 1982), russischer Eishockeyspieler

### Nept
- Neptune, Jameel (* 1993), Fußballspieler aus Trinidad und Tobago
- Neptune, Yvon (* 1946), haitianischer Politiker und Ministerpräsident (2002–2004)

### Nepu
- Nepustil, Anton (1876–1944), österreichischer Tierarzt und Politiker (CSP), Landtagsabgeordneter

### Nepv
- Nepveu, Charles (1791–1871), niederländischer Politiker und Generalleutnant